# Lorne Lanning
Lorne Lanning (20 mars 1964) est le créateur de la société de développement de jeux Oddworld Inhabitants. Il possède 18 années d'expérience dans le domaine du numérique, aussi bien au niveau des films que des jeux vidéo, et un Doctorat de l'université d'art de l'académie de San Francisco. Il est aussi vice-président de l'Academy of Interactive Arts and Sciences (AIAS).

## Filmographie
- La production de Citizen Siege, un film d'animation en images de synthèse à destination des adultes, réalisé par Lorne Lanning et Sherry McKenna, est annoncée, mais la date de sortie de ce long métrage n'est pas encore connue.